# アストラル投射

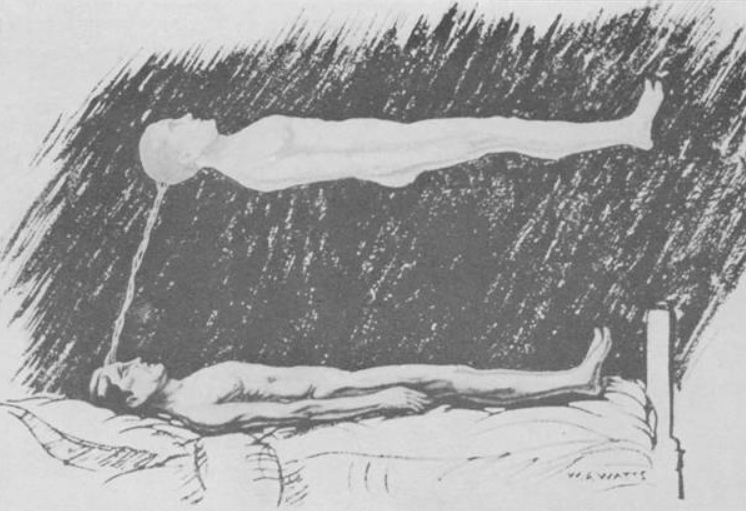
アストラル投射のイメージ。シルヴァン・マルドゥーン、ヘレワード・キャリントン著『The Projection of the Astral Body』（1929年）

アストラル投射（英: Astral projection）とは、秘教（エソテリシズム）において意図的な体外離脱を表すために使われる用語である。

## 概要
アストラル旅行（英: Astral travel）、星幽体投射（せいゆうたいとうしゃ）、星気体投射（せいきたいとうしゃ）、幽体離脱（ゆうたいりだつ）などと言われることもある。秘教における体外離脱では、肉体から分離されその外側の世界を旅する能力を持つ「アストラル体」と呼ばれる意識、または霊魂の存在が措定されている。
アストラル旅行に類似した考えは古くからあり、複数の文化に存在する。「アストラル投射」という現代の用語は、19世紀の神智学者によって造語され広められたものである。アストラル投射は、夢および瞑想の形式と関連して報告されることもある。一部の人は、様々な幻覚および催眠（自己催眠を含む）の手法によって誘起されたアストラル投射の記述に類似した知覚を報告している。通常の神経活動とは別の意識または魂が存在することや、意識的に肉体を離れて世界を観察したりできるという科学的証拠は存在しないため、アストラル投射は疑似科学であるとみなされている。

## 「アストラル」と「エーテル」
「アストラル投射」という用語は、2つの異なる意味で使用されるようになった。黄金の夜明け団と一部の神智学者は、天国と地獄、天球、および他の空想上の場所などの「他の世界への旅」という古典および中世の哲学者による意味を保持していたが、その外部では次第に物質界を巡る非物理的旅行を意味するようになった。
この用法は現在も引き続き広く用いられているが、一部の神智学者が使用していたエーテル旅行（英:  Etheric travel）とアストラル旅行（英:  Astral travel）という用語は、それらを区別するのに有用である。エーテル旅行は物質界でエーテル体が旅をするエーテル投射（英:  Etheric projection）を表し、アストラル旅行は物質界とは別の次元であるアストラル界をアストラル体が旅するアストラル投射を表す。ロバート・モンローは、前者のタイプの投射（エーテル旅行）を「ローカル1」（英:  Local 1）または「ヒア・ナウ」（英:  Here-Now、今・ここ）と表現しており、実在する人物と場所を含む。ロバート・ブルースはこれを「リアルタイムゾーン」（RTZ）と呼んでおり、物質界に最も近い非物理的次元レベルとして説明している。後者（アストラル旅行）には何らかの時間感覚の変容が含まれることがあり、一部の経験者は異なる時間や場所を訪れたと述べている。離脱中、エーテル体は不可視の「銀の紐」（常に見えない訳ではない）で肉体と結び付けられているように認識されることが多い。また「落下する夢」と関連付ける者もいる。
Max Heindelによると、エーテル複体（英:  Etheric double）はアストラル界と物質界の間の媒体として機能する。彼の理論では、エーテルはプラーナとも呼ばれ、物質的形態を変化させるための「生命力」とされる。彼の説明からは、体外離脱中に肉体を見る際、実際には完全にアストラル界にいるのではないかということが推測される。
その他の経験者は、既知の物理的環境に対応するものがない領域を述べることがある。それらの領域は、人がいたりいなかったり、人工的または自然的、あるいは抽象的だったり、素晴らしい、恐ろしい、または中立的な経験だったりすることがある。神智学でよくある考えは、アカシックレコードと呼ばれる超自然的な知識のデータベースにアクセスできるというものである。多くの記述で経験者はアストラル界と夢の世界を関連付けており、一部の人々は、他の夢想者が一緒により広い環境にいるとも知らずに夢の物語を演じているのを見たとさえ報告している。
アストラル環境は理論家によってレベルまたは下位の世界（英:  Sub-planes）に分割されることもあるが、アストラル界の全体的構造に関しては多くの異なる見解が様々な伝統に存在する。それらには、天国と地獄、および他の死後の世界（英:  After-death spheres）、超越的環境、あるいはその他の容易に特徴付けられない状態が含まれる。

## 著名な実践者
エマヌエル・スヴェーデンボリは、体外離脱体験について詳細に書いた最初期の一人で、霊界日記（1747-65年）を記した。
アストラル投射に関する20世紀の出版物は多数あるが、広く引用されているものは僅かである。それらには、ロバート・モンロー、オリバー・フォックス、神秘主義者のシルヴァン・マルドゥーンと超心理学者のヘレワード・キャリントン、およびオカルト作家のマルセル・ルイ・フォルアン（イラム）が含まれる。
ロバート・モンローによる他の世界への旅の記録（1971-94年）は「OBE」という用語を広め、多数の言語に翻訳された。彼の本では手法の解説は二の次で重視していないが、モンローは他の人が投射および関連する変性意識状態を達成するのを支援するために、研究と調査、および聴覚技術の普及に特化した非営利のモンロー研究所を設立した。
Robert Bruce、William Buhlman、Marilynn Hughes、およびAlbert Taylorは、シンジケーテッドショーの『Coast to Coast AM』で、彼らの理論と発見についての議論を何度か行った。マイケル・クライトンは、彼のノンフィクション作品『インナー・トラヴェルズ』の中で、アストラル投射に関する長い詳細な説明と体験を記した。
ヘレン・ケラーは、彼女の著書『わたしの宗教』の中で、新教会に対する信念とアテネに「旅行」したことについて語った。
「部屋から出ていないのに、私はずっと遠くに行っていた。（中略）何千マイルも離れた場所を「見て」感じたのは、私が霊だったからということがはっきりと分かった。霊にとって空間は何でもなかった！」
魂が意図的に、あるいは眠っている間に肉体を離れて様々な天界に訪れる能力は「ソウル・トラベル」（英:  Soul travel）としても知られている。その修行はSurat Shabd Yogaで教えられており、主に瞑想の技法とマントラの繰り返しによって達成される。Kirpal Singhを始めとするSant Matのグルは、この種類の体外離脱体験について広く語っている。
エッカンカーは、ソウル・トラベルは真に霊的な自己（魂）が神の御心に近づくための移動であると大まかに説明している。思索的な人はその体験を旅行として認識するかもしれないが、魂自体は移動するのではなく「ある時空間の世界に既に存在している固定された状態や条件と合一する」ものであると言われている。アメリカ人のハロルド・クレンプは現在のエッカンカーの霊的指導者であり、ECKのスピリチュアル・エクササイズ（Divine Spirit）として知られる瞑想的技法を通して、前任者と同様にソウル・トラベルを実践し教えている。エドガー・ケイシーは「眠れる予言者」として知られており、ワシントンD.C.で長年にわたってアストラル旅行を実践していた。
オカルトにおける伝統的実践方法では、まず最初にトランス状態への誘導が行われ、魔術師アレイスター・クロウリーの著作で光の体（英:  Body of Light）と呼ばれている第二の身体の視覚化と呼吸制御を通した精神的構築が成される。続いて意思による精神的行為によって、その第二の体へ意識を転送することにより達成される。また、既定のシナリオに従ってイメージの世界を構築していくパスワーキング（道行きの業）と呼ばれる瞑想技法でもアストラル界を体験することができる。一部の魔術団体が行っているアストラル神殿での集団儀式やアストラル・イニシエーションといった魔術作業はこうした技法によるものである。

## 関連・類似

### 西洋
古典、中世、およびルネサンスのヘルメス主義と新プラトン主義、そして後の神智学者と薔薇十字団は、アストラル体は理性的な魂を肉体に繋ぐ光の体（微細身）であり、アストラル界は天と地の間にある惑星と恒星の球で構成される光の中間世界であると考えていた。これらのアストラル球には、天使と悪魔、および精霊が住んでいると考えられていた。
微細体とそれに関連する存在界は、アストラル現象を扱う秘教体系の重要な部分を構成する。例えば、プロティノスの新プラトン主義では、個人は宇宙（英: Macrocosm、マクロコスモス、または「大宇宙」）に対する小宇宙（英: Microcosm、マイクロコスモス、「小宇宙」）であるとされる。「理性的な魂は（中略）偉大な世界の魂と同種である」一方で「肉体のような物質宇宙は、自明の褪せた像として作られている」。各々の続く界の顕現は、流出説として知られる次の世界観の原因となった。「知性の魂と物質宇宙の魂―その低次段階または自然のそれ―によって知性へと赴く人から」
多くの場合、これらの体とその存在界は、各領域を横断する分離体と共に一連の同心円または入れ子構造の球体として描かれる。アストラルという概念は、19世紀フランスの神秘学者エリファス・レヴィの作品に顕著に現れていた。神智学はそれを借用して更に発展させた。その後、他の秘教運動によっても用いられるようになった。

#### 心霊主義
超心理学者のヘレワード・キャリントンと神秘主義者のシルヴァン・マルドゥーン、ピーターソン、およびウィリアムズは、微細身と肉体は霊的な銀の紐で結ばれていると主張している。『コヘレトの言葉』第12章6節「その後、銀のひもは切れ、金の皿は砕け、水がめは泉のかたわらで破れ、車は井戸のかたわらで砕ける。」は、これに関連してよく引用される。
しかしラビ・ノッソン・シェルマンは、文脈から考えて銀の紐は単なるメタファーであり、肉体と機械とを比較して背骨を指していることを示していると主張している。ジェームズ・ハンキンスは、パウロのコリント人への第二の手紙がアストラル界について言及していると主張している。「わたしはキリストにあるひとりの人を知っている。この人は十四年前に第三の天にまで引き上げられた―それが、からだのままであったか、わたしは知らない。からだを離れてであったか、それも知らない。神がご存じである。」

### 古代エジプト

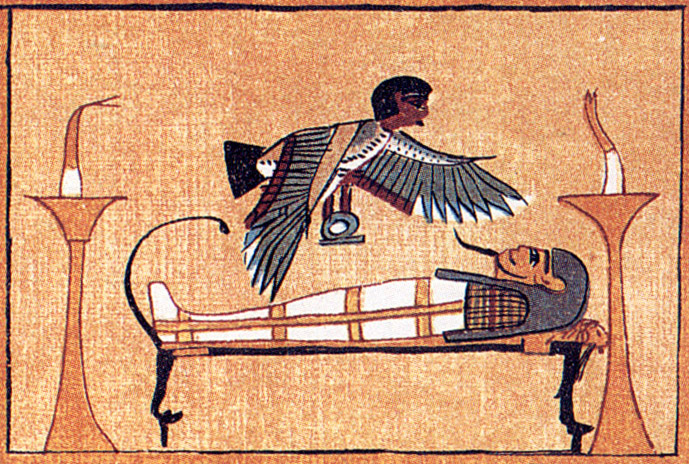
肉体の上を浮遊するバー。『死者の書』の原本に基づく画像。

魂が旅をするという類似の概念は他の様々な宗教的伝統でも見られる。古代エジプトの教えでは、魂（バー）はカーまたは微細身によって肉体の外側へ浮遊する能力を持つものとして伝えられていた。

### 中国

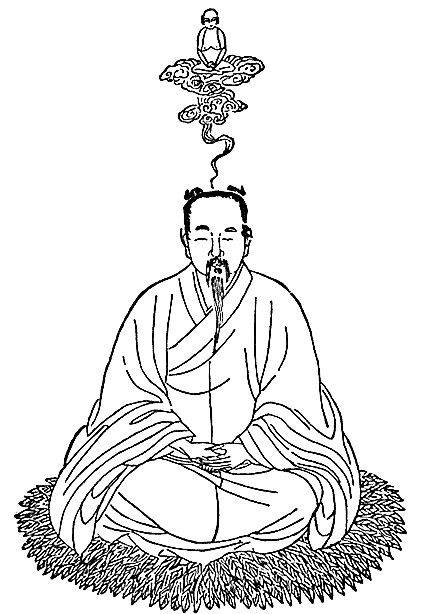
錬金術と瞑想に関する中国の便覧『太乙金華宗旨』で描かれた「霊体の分離」

道教における錬金術の実践には、エネルギーを「真珠」に引き込んで「循環」させる呼吸瞑想によるエネルギー体の創造が含まれていた。
（前略）枕として太鼓を持った湘子はすぐに眠りに落ち、いびきをかいて動かなくなった。しかし、彼の原初の霊は宴会場へ真っ直ぐやって来てこう言った。「わが主よ、再びやって来たぞ。」 退之が役人と一緒に見に行ってみると、本当に一人の道教徒が床で寝ており、雷のようにいびきをかいていた。それにも関わらず、横の部屋には太鼓を叩きながら歌を歌っている別の道教徒がいた。それを見て役人らはみなこう言った。「二人いるのに、顔と服装が全く同じだ。彼が体を分割して複数の場所に同時に現れられる神仙であることは疑いようもない。（後略）」 その瞬間、横の部屋にいる道教徒が歩いて行き、床で寝ている道教徒が目を覚ました。二人は一人になった。

### インド
リンガ･シャリーラ（梵: लिङ्गशरीर、IAST: Liṅga Śarīra、微細身）などの類似の概念は、ヴァールミーキのYoga Vasisthaなどのヒンドゥー教の経典において見られる。アストラル投射は存在すると断言した現代のインド人には、Swami Pranabanandaのアストラル投射を通して起こしたとされる奇跡を目撃したパラマハンサ・ヨガナンダが挙げられる。
現代のインド人スピリチュアル指導者で、自身を神の化身と主張したメヘル・バーバーは、アストラル投射を行うことについて次のように説明した。
道の始まりに至る前進段階では、アストラル体の内的世界における力の自由な使用を委ねられる霊的な準備ができるようになる。その後、肉体を睡眠状態か覚醒状態に保ったまま、アストラル体でのアストラル旅行に出ることができる。無意識的に行われるアストラル旅行は、完全な意識を持って行われ、慎重な意思決定の元で行われる旅ほど重要なものではない。つまり、これはアストラル体の意識的な使用が重要であることを意味している。粗大身の外的な乗り物からアストラル体を意識的に分離することには、魂に粗大身との違いを感じさせ、粗大身の完全な制御に到達する上で、特有の価値がある。人は、好きなときに外的な粗大身を外套のように着脱でき、必要であれば、アストラル体を用いてアストラルの内なる世界を体験したり旅することができる。故に、アストラル旅行を行う能力には、経験の幅の拡大が含まれる。それは、意識を巻き込むことから始まる自分自身の霊的成長を促進する機会を齎す。

### 日本

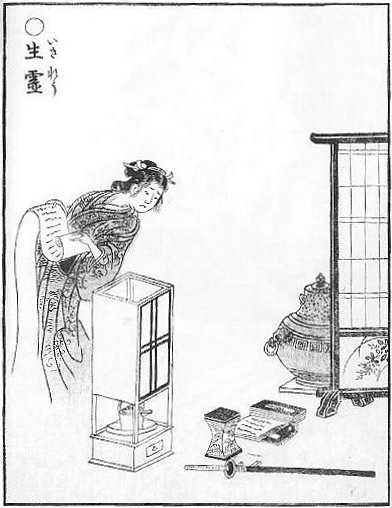
鳥山石燕が『画図百鬼夜行』で描いた生霊。

日本神話では、生霊は生きている人の魂が肉体から分離され現れるものとされている。他人に対して恨みを持っていると、魂の一部あるいは全部が一時的に肉体を離れ、その恨んでいる人の前に現れて呪いをかけたり、邪視のように危害を加えると伝統的に信じられている。また、肉体が極端に病んでいたり昏睡状態にあるときにも、魂が生きている肉体を離れると信じられているが、そのような生霊は悪意を持たない。

### イヌイット・ヌナンガット
一部のイヌイットの集団では、特殊な能力を持った人々は（神話上の）遠隔地に旅行することができ、彼らの体験と仲間やコミュニティ全体にとって重要なことを報告すると言われている。狩猟中の不運を避ける方法や病気の人を治す方法など、普通の能力しか持たない人々には手に入らないものである。

### アマゾン
ワイワイ族のヤスコモ（英:  Yaskomo、呪術医またはシャーマンのこと）は、ヒーリングを行ったり、新生児に名付けてもらうために宇宙的存在（月や月の兄弟）へ相談しに空へ飛んで行ったり、ペッカリーの山にある洞窟へ飛んでペッカリーの父に獲物の量を訪ねたり、他の生き物を助けるために川の奥深くを飛んだりできる「魂の飛行」ができると信じられている。

## 科学的知見
現在の心理学および認知科学の分野では、アストラル投射などの体外離脱体験は様々な心理学的および神経学的要因から生じる解離体験であると考えられており、神智学者などの神秘主義者が主張するような客観的現象としてアストラル投射が実在するという科学的証拠は存在しない。
脳深部刺激療法や幻覚剤の摂取（ケタミン、フェンサイクリジン、DMTなど）からアストラル投射と思われる体験を報告した患者の例があるが、ロバート・キャロルは、アストラル旅行の主張を支持する主な証拠が「気が触れていた可能性があるときに自分の体から出る体験をした人の証言」であることから、逸話的で裏付けに乏しいと述べている。超心理学の実験における被験者は、アストラル体を遠くの部屋に投射し、そこで何が起こっているのかを確認しようとしたが、そのような実験が明確な結果を生み出したことはない。
Queensland Skeptics Associationのボブ・ブルースによると、アストラル投射は「単なる空想」あるいは「夢を見ている状態」である。ブルースは、アストラル界の存在は科学的な制限に反していると記している。「我々は、次元にどれだけの可能性があるのかや、次元がどのように働くのかも知っている。どちらにおいても、アストラル投射のようなものは関係がない」。ブルースは、実践者によって主張されているアストラル界における「会議」などの体験は、確証バイアスと偶然に起因するものであると考えている。心理学者のDonovan Rawcliffeは、アストラル投射は妄想と幻覚、および明晰夢などの概念で説明可能であると述べた。
アーサー・W・ウィギンズは、著書『疑似科学はなぜ科学ではないのか―そのウソを見抜く思考法』で、「長距離を移動し、訪れた場所の描写を与えるようなアストラル旅行の能力を証明するとされる証拠は、主に逸話的で根拠に欠ける」と述べた。1978年、インゴ・スワンは、木星にアストラル旅行して詳細な観察ができるという彼の能力の実験を行った。スワンが主張した観察結果は、後に実際の木星探査結果と比較された。ジェームズ・ランディの評価によると、スワンの正確さは「説得力がなく印象的ではない」もので、全体の37%が正確なものだった。ウィギンズはアストラル旅行を錯覚であると考えており、神経解剖学と人間の信念、および予備知識と想像力に目を向けて客観的説明を提供している。

## 関連資料
- コリン・ウィルソン 著、中村保男 訳『オカルト 下』河出書房新社〈河出文庫〉、1995年。ISBN 4-309-46141-7。
- デイヴィッド・コンウェイ 著、阿部秀典 訳『魔術 実践篇』中央アート出版社、1998年。ISBN 4-88639-837-5。
- Robert Bruce (1999). Astral Dynamics: A New Approach to Out-of-Body Experiences. Hampton Roads Publishing. ISBN 1-57174-143-7.
- Robert Todd Carroll (2003). The Skeptic's Dictionary: A Collection of Strange Beliefs, Amusing Deceptions, and Dangerous Delusions. John Wiley & Sons. ISBN 0-471-27242-6.
- Thomas Gilovich (1993). How We Know What Isn't So: The Fallibility of Human Reason in Everyday Life. Free Press. ISBN 0-02-911706-2.
- Terence Hines (2003). Pseudoscience and the Paranormal. Prometheus Books. ISBN 1-57392-979-4.
- Robert Monroe (1971). Journeys Out of the Body Doubleday. Reprinted (1989) Souvenir Press Ltd. ISBN 0-385-00861-9.
- Sylvan Muldoon and Hereward Carrington (1929). Projection of the Astral Body. Rider and Company. ISBN 0-7661-4604-9.